# Hiero IV
Hiero IV byl letecký motor, používaný v řadě rakousko-uherských letounů za I. světové války, byl rovněž použit v poválečných konstrukcích vzniklých v Československu.
Motory Hiero byly dílem Ing. Otto Hieronima, známého předválečného automobilového závodníka a leteckého průkopníka, pracujícího v automobilce Laurin & Klement (mj. ještě u firmy Laurin & Klement, zkonstruoval první letecký motor v Rakousko-Uhersku; v době války pak působil v továrnách v Rakousku). Typ Hiero IV byl jedním z nejvýkonnějších leteckých motorů vzniklých a vyráběných v zemích Trojspolku. Motory byly v licenci vyráběny i v pražském Karlíně firmou Breitfeld-Daněk (později součást firmy Českomoravská Kolben Daněk) či vídeňskou firmou Warchalowski (licenční výroba motorů Hiero IV v Československu pokračovala ještě nějaký čas po skončení I. světové války).
Šestiválce Hiero o výkonu 230 koní (vyráběly se v provedení Hiero L a Hiero N, lišící se karburátory a unašeči vrtule) poháněly letouny Phönix D.I, Phönix C.I, Hansa-Brandenburg C.I či UFAG C.I. Po válce tyto motory také poháněly čsl. letouny Aero A-14, Aero A-15, Letov Š-1 a Letov Š-5.

## Technická data
- Typ: Hiero IV (Hiero N) byl čtyřdobý zážehový vodou chlazený stojatý řadový šestiválec, s přímým náhonem na pravotočivou vrtuli
- Vrtání válce: 140 mm
- Zdvih pístu: 180 mm
- Celková plocha pístů: 923,6 cm²
- Zdvihový objem motoru: 16 625 cm³
- Kompresní poměr: 5,20
- Rozvod: ventilový (jeden sací a jeden výfukový)
- Mazání: tlakové, oběžné
- Příprava palivové směsi: karburátorem firmy Schiske
- Hmotnost suchého motoru (tj. bez provozních náplní): 345 kg

- Výkony:
  - nominální: 230 k (169,2 kW) při 1400 ot/min
  - krátkodobý maximální: 250 k (183,9 kW) při 1600 ot/min